# ليا ويت
ليا ويت (بالإنجليزية: Lea Wait)‏ (26 مايو 1946، بوسطن في الولايات المتحدة)؛ كاتِبة مُتخصِّصة في أدب الأطفال وروائية أمريكية.